# Rebecca Johnston
Rebecca Anne Johnston (* 24. September 1989 in Sudbury, Ontario) ist eine ehemalige kanadische Eishockeyspielerin, die zwischen 2007 und 2023 der kanadischen Frauennationalmannschaft angehörte und mehrfache Weltmeisterin und Olympiasiegerin ist. Mit den Calgary Inferno gewann sie zweimal den Clarkson Cup, die Meisterschaftstrophäe der Canadian Women’s Hockey League. Zuvor studierte sie an der Cornell University, für die sie neben dem Eishockeysport auch bei Leichtathletik-Wettbewerben antrat. Sie ist die Nichte von Mike Johnston.

## Karriere
2007 nahm Johnston und ihre spätere Mannschaftskollegin Catherine White für die Provinz Ontario an den Canada Winter Games teil. Im Finale gegen Manitoba erzielte sowohl Johnston als auch White je ein Tor und zwei Assists, während das Team Ontario das Spiel mit 6:3 und ungeschlagen das Turnier gewann.

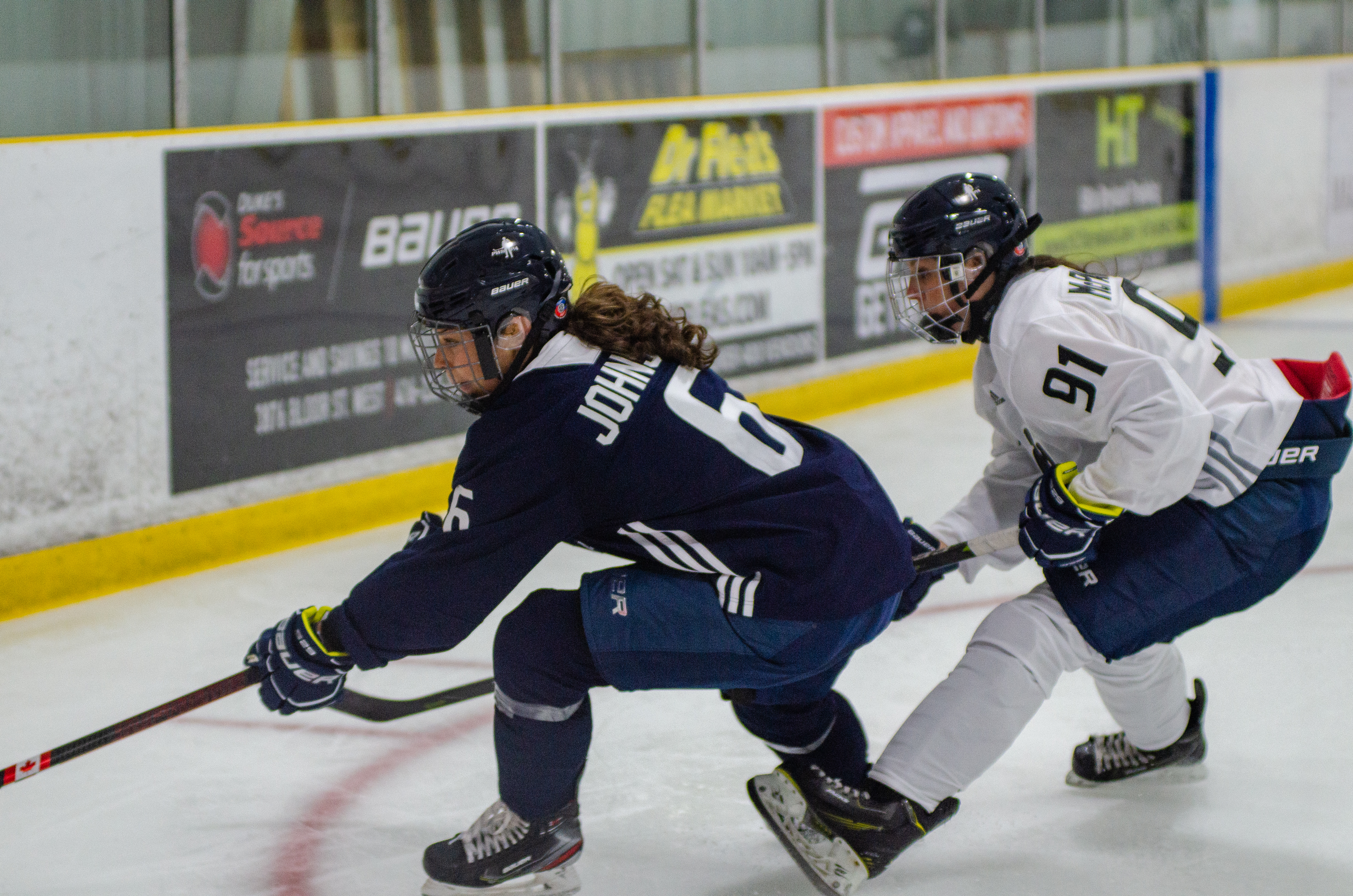
Rebecca Johnston (li.) bei der Dream Gap Tour 2019

Im gleichen Jahr nahm Johnston ein Studium der Agrarwirtschaft und Umweltwissenschaften an der Cornell University auf und spielt seither für deren Eishockeyteam, die Big Red, in der ECAC Hockey. ihre ältere Schwester Sarah und ihr Bruder Jacob spielen ebenfalls für die Big Red. Nach ihrer ersten Saison wurde sie in das All-Star-Team der Liga gewählt und gleichzeitig als Rookie of the Year ausgezeichnet. Während der Spielzeit 2008/09 erreichte Johnston bis Mitte Februar 2009 die Marke von 37 Scorerpunkten und stellte damit einen Rekord der Cornell University ein, der in der Saison 1991/92 durch Kim Ratushny aufgestellt worden war.
Zwischen 2012 und 2019 war sie in der Canadian Women’s Hockey League aktiv. Zunächst spielte sie eine Saison für die Toronto Furies, ehe sie 2014 zu den Calgary Inferno wechselte. Mit den Inferno gewann sie 2016 und 2019 jeweils den Clarkson Cup. Zudem wurde sie 2015 mit dem Angela James Bowl als Topscorerin der Liga und als Most Valuable Player ausgezeichnet. 2019 löste sich die CWHL auf und Poulin trat der Professional Women’s Hockey Players Association (PWHPA) bei, für deren Calgary-Charter sie bei Promotionsspielen (Dream gap Tour) aktiv war. 2023 beendete sie ihre Karriere endgültig, nachdem sie schon im Jahr 2022 begonnen hatte, als Development Coach für die Calgary Flames aus der National Hockey League zu arbeiten.

### International
Johnston begann ihre internationale Karriere im U22-Nationalteam, mit dem sie zwei Goldmedaillen beim U22 Air Canada Cup gewann. 2008 debütierte sie in der Nationalmannschaft der Frauen und nahm an der Weltmeisterschaft 2008 teil. Dabei gewann sie mit dem Nationalteam die Silbermedaille.

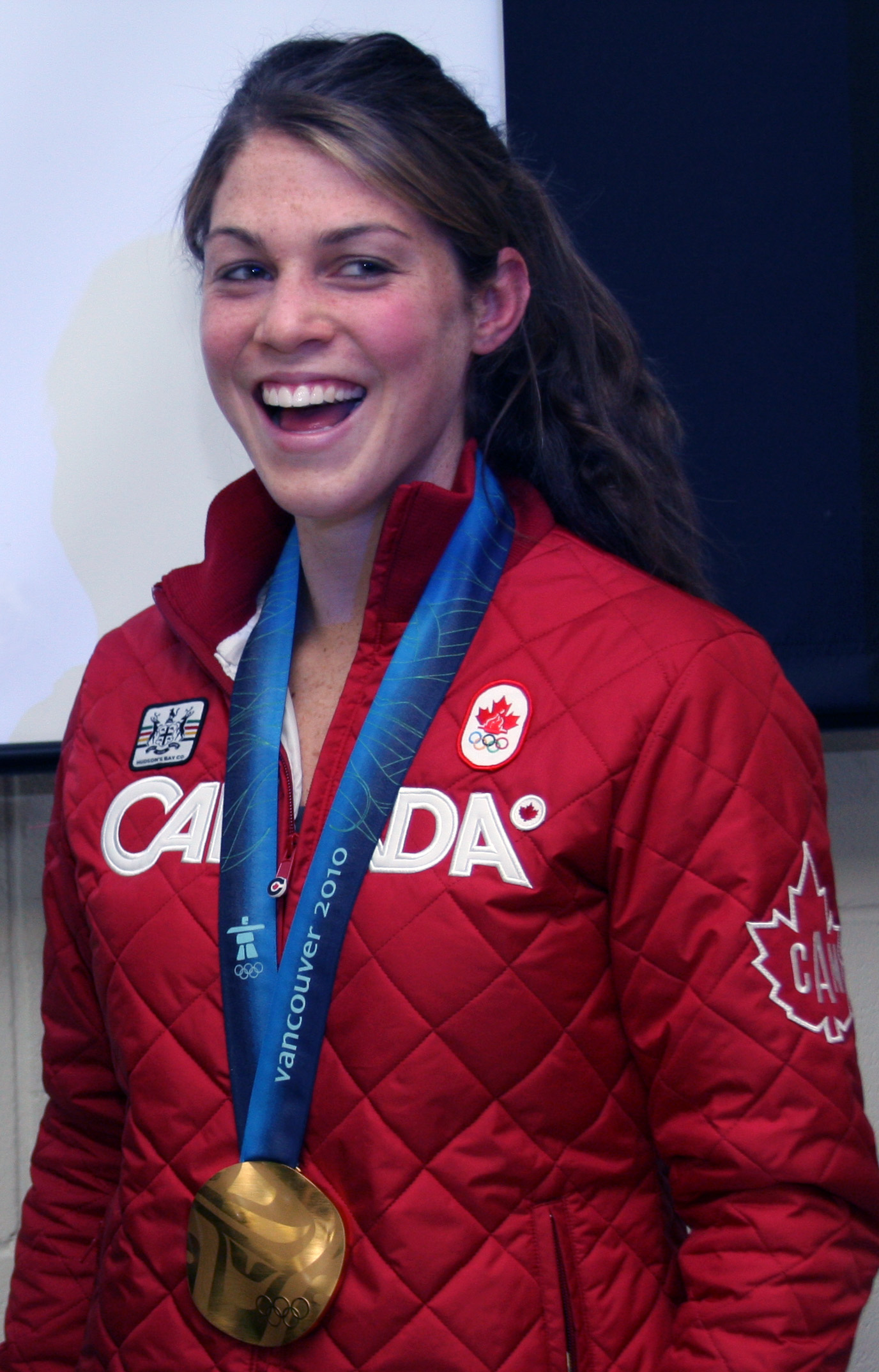
Rebecca Johnston nach dem Gewinn der Goldmedaille bei den Olympischen Winterspielen 2010

2009 nahm sie am MLP Nations Cup in Ravensburg teil und gewann eine weitere Silbermedaille. Zu diesem Erfolg trug Johnston drei Tore und vier Assists bei, wobei sie im Spiel gegen Russland einen Hattrick erzielte. Außerdem nahm sie am 4 Nations Cup 2009 teil. 2010 gewann sie mit dem Nationalteam die Goldmedaille bei den Olympischen Winterspielen in Vancouver.
2011 und 2013 gewann sie mit dem Team Canada jeweils die Silbermedaille bei der Frauen-Weltmeisterschaft, während sie bei den Welttitelkämpfen 2012 die Goldmedaille gewann. 2014 fügte sie ihrer Medaillensammlung eine weiter Goldmedaille hinzu, als sie mit dem Nationalteam im olympischen Finale die USA mit 3:2 besiegte. In den folgenden Jahren gehörte sie weiter dem Stammkader der nationalen Frauenauswahl an und gewann mit dieser drei weitere Silbermedaillen bei den jährlichen Weltmeisterschaften. Bei der Eishockey-Weltmeisterschaft der Frauen 2016 wurde sie zudem in das All-Star-Team des Turniers gewählt.
Ihre dritten Olympischen Winterspiele bestritt sie 2018 in Südkorea, erzielte fünf Scorerpunkte und belegte mit dem Nationalteam den Silberrang. Ein Jahr später, bei der Weltmeisterschaft 2019, unterlag das kanadische Team im Halbfinale der finnischen Nationalmannschaft und verpasste damit zum ersten Mal in der Geschichte des Wettbewerbs das Finalspiel um die Goldmedaille. Letztlich gewannen die kanadischen Frauen die Bronzemedaille. Nach der Absage der Weltmeisterschaft 2020 aufgrund der COVID-19-Pandemie nahm Johnston an der Weltmeisterschaft 2021, die in Calgary ausgetragen wurde, teil. Sie schoss im Turnierverlauf zwei Tore und wurde im Finale gegen die Vereinigten Staaten erneut Weltmeisterin. Damit gewann Kanada erstmals seit 2012 wieder die Goldmedaille.
Im Januar 2022 wurde Johnston für den kanadischen Olympiakader nominiert, erzielte während des olympischen Turniers 10 Scorerpunkte (2 Tore und 8 Assists) und wurde erneut Olympiasiegerin. Das letzte Turnier in ihrer Spielerkarriere war die Weltmeisterschaft 2023, bei der sie erneut zwei Tore erzielte und die Silbermedaille gewann.

## Erfolge und Auszeichnungen
- 2015 Most Valuable Player und Angela James Bowl (Topscorerin) der CWHL
- 2016 Gewinn des Clarkson Cup mit den Calgary Inferno
- 2019 Gewinn des Clarkson Cup mit den Calgary Inferno

### College
| - 2008 Ivy League First All-Star-Team - 2008 Rookie of the Year der Ivy League - 2008 ECAC Hockey First All-Star-Team - 2008 ECAC Hockey Rookie of the Year - 2011 ECAC Hockey First All-Star-Team | - 2011 Ivy League First All-Star-Team - 2012 First All-American Team - 2012 ECAC Hockey First All-Star-Team - 2012 Ivy League First All-Star-Team |

### International
| - 2008 Silbermedaille bei der Weltmeisterschaft - 2009 Silbermedaille bei der Weltmeisterschaft - 2010 Goldmedaille bei den Olympischen Winterspielen - 2011 Silbermedaille bei der Weltmeisterschaft - 2012 Goldmedaille bei der Weltmeisterschaft - 2013 Silbermedaille bei der Weltmeisterschaft - 2014 Goldmedaille bei den Olympischen Winterspielen - 2015 Silbermedaille bei der Weltmeisterschaft | - 2016 Silbermedaille bei der Weltmeisterschaft - 2016 All-Star-Team der Weltmeisterschaft - 2017 Silbermedaille bei der Weltmeisterschaft - 2018 Silbermedaille bei den Olympischen Winterspielen - 2019 Bronzemedaille bei der Weltmeisterschaft - 2021 Goldmedaille bei der Weltmeisterschaft - 2022 Goldmedaille bei den Olympischen Winterspielen - 2023 Silbermedaille bei der Weltmeisterschaft |

## Karrierestatistik

### College
Quellen: www.uscho.com; Media Guide Olympics 2010

### International
Quelle: Collins gem Hockey Facts and Stats 2009-10
(Legende zur Spielerstatistik: Sp oder GP = absolvierte Spiele; T oder G = erzielte Tore; V oder A = erzielte Assists; Pkt oder Pts = erzielte Scorerpunkte; SM oder PIM = erhaltene Strafminuten; +/− = Plus/Minus-Bilanz; PP = erzielte Überzahltore; SH = erzielte Unterzahltore; GW = erzielte Siegtore; 1 Play-downs/Relegation; Kursiv: Statistik nicht vollständig)